# 天使 (1937年の映画)
『天使』（てんし、原題・英語: Angel）は、1937年に製作・公開されたアメリカ合衆国の映画である。

## 概要
ハンガリーの劇作家メルキオール・レンジェルの戯曲を基にエルンスト・ルビッチが監督、マレーネ・ディートリヒとハーバート・マーシャル、メルヴィン・ダグラスが出演した。

## キャスト
- マリア・バーカー：マレーネ・ディートリヒ
- フレデリック（マリアの夫）：ハーバート・マーシャル
- アンソニー・ハルトン：メルヴィン・ダグラス
- グレアム：エドワード・エヴェレット・ホートン

## スタッフ
- 製作/監督：エルンスト・ルビッチ
- 脚本：サムソン・ラファエルソン
- 音楽監督：ボリス・モロス
- 作曲：フリードリヒ・ホレンダー
- 撮影：チャールズ・ラング
- 編集：ウィリアム・シェア
- 美術：ハンス・ドライアー、ロバート・アッシャー
- 衣裳：トラヴィス・バントン